# 線型リー環
代数学において，線型リー環（せんけいリーかん，英: linear Lie algebra）とは，ベクトル空間 V の自己準同型全体からなるリー環  {\displaystyle {\mathfrak {gl}}(V)} の部分リー環である．言い換えると，線型リー環はリー環の表現の像である．
任意のリー環は，その忠実表現が必ず存在するという意味で，線型リー環である．（実は，リー環自身が有限次元であるときには，アドの定理によって，有限次元ベクトル空間上の忠実表現をもつ．）
V を標数 0 の体上の有限次元ベクトル空間とし，{\displaystyle {\mathfrak {g}}} を {\displaystyle {\mathfrak {gl}}(V)} の部分環とする．このとき V が {\displaystyle {\mathfrak {g}}} 上の加群として半単純であることと，(i) それが中心と半単純イデアルの直和であり，(ii) 中心の元が（ある拡大体上）対角化可能であることと同値である．